# Ceionio Rufio Albino (console 335)
Ceionio Rufio Albino (in latino Ceionius Rufius Albinus; Roma, 14 marzo 303 – ...) è stato un politico e diplomatico romano di età imperiale.

## Biografia
Albino era il figlio del console del 311 e del 314 Gaio Ceionio Rufio Volusiano; suo figlio fu probabilmente Gaio Ceionio Rufio Volusiano Lampadio, suo nipote Ceionio Rufio Albino.
Fu nominato console posterior nel 335, con Giulio Costanzo, fratellastro dell'imperatore Costantino I, come collega; il 30 dicembre di quell'anno, poco prima di decadere da console, fu nominato praefectus urbi di Roma, carica che mantenne fino al 10 marzo 337.
Il Senato romano gli concesse l'onore di una statua, in cui viene definito «filosofo», per ringraziarlo di aver sollevato una petizione che spinse l'imperatore Costantino a restituire al Senato l'autorità di eleggere i questori, per la prima volta dopo 381 anni, ovvero dalla fine della Repubblica; questo atto implicava che il Senato ricevette maggiore autonomia nella selezione dei propri membri.
È forse da identificare con l'Albino autore di opere di logica e geometria citato da Boezio (Aristotele); potrebbe aver composto una storia di Roma in versi. Nel secondo libro del Mathesis di Giulio Firmico Materno è riportato un oroscopo che viene correntemente attribuito ad Albino (la data di nascita del soggetto è il 14 marzo 303, alle ore 21, il luogo Roma).